# Unione Sportiva Pro Vercelli 1919-1920
Questa pagina raccoglie le informazioni riguardanti l'Unione Sportiva Pro Vercelli nelle competizioni ufficiali della stagione 1919-1920.

## Rosa
| N. |                   | Ruolo | Calciatore          |
| -- | ----------------- | ----- | ------------------- |
|    | Italia (bandiera) | A     | Mario Ardissone     |
|    | Italia (bandiera) | C     | Guido Ara           |
|    | Italia (bandiera) | P     | Giuseppe Barberis   |
|    | Italia (bandiera) | A     | Francesco Borello   |
|    | Italia (bandiera) | D     | Piero Bossola (IV)  |
|    | Italia (bandiera) | A     | Carlo Corna (I)     |
|    | Italia (bandiera) | C     | Andrea De Bianchi   |
|    | Italia (bandiera) | A     | Giovanni Degara (I) |
|    | Italia (bandiera) | A     | Gustavo Gay (II)    |

| N. |                   | Ruolo | Calciatore              |
| -- | ----------------- | ----- | ----------------------- |
|    | Italia (bandiera) | A     | Francesco Mattuteia     |
|    | Italia (bandiera) | A     | Mario Maulini           |
|    | Italia (bandiera) | A     | Aldo Milano (III)       |
|    | Italia (bandiera) | C     | Giuseppe Parodi         |
|    | Italia (bandiera) | D     | Antonio Perino          |
|    | Italia (bandiera) | A     | Alessandro Rampini (II) |
|    | Italia (bandiera) | A     | Luigi Rampini (III)     |
|    | Italia (bandiera) | D     | Virginio Rosetta        |
|    | Italia (bandiera) | P     | Sironi                  |

## Risultati

### Prima Categoria

#### Girone A piemontese

##### Girone di andata
| Arbitro: | Gera (Torino) |

|  |           |                                              |
|  | Marcatori | 17’ Mattuteia 62’, 77’ Ardissone 75’ Rosetta |

| Vercelli 19 ottobre 1919 2ª giornata | Pro Vercelli          | 0 – 0 | Juventus | \| Arbitro: \| Rangone (Alessandria) \| |
| Arbitro:                             | Rangone (Alessandria) |       |          |                                         |

| Arbitro: | Massa (Torino) |

|  |           |                                                |
|  | Marcatori | 16’, ?’ Rampini II Mattuteia ?’ (aut.) Barbero |

| Arbitro: | Terzolo (Genova) |

|         |           |  |
| Gay 33’ | Marcatori |  |

| Arbitro: | Sganzetta (Torino) |

|               |           |                                             |
| Roasio II 90’ | Marcatori | ?’, ?’ Ardissone ?’, ?’, ?’, ?’ Rampini III |

##### Girone di ritorno
| Arbitro: | Varetto (Torino) |

|                                                        |           |           |
| Rampini II ?’, ?’, ?’ Corna I Ardissone ?’, ?’, ?’, ?’ | Marcatori | Nicoletti |

| Arbitro: | Rangone (Alessandria) |

|                 |           |                |
| Novo 45’ (rig.) | Marcatori | 15’ Rampini II |

| Arbitro: | Zardelli (Casale Monferrato) |

|                    |           |  |
| Ardissone 12’, 18’ | Marcatori |  |

| Arbitro: | Terzolo (Genova) |

|                                               |           |  |
| Tirone 69’, 80’ Boglietti I 73’ Mosso III 84’ | Marcatori |  |

| Arbitro: | Grassi (Novara) |

|                                    |           |  |
| Rampini III 43’ Corna I Rampini II | Marcatori |  |

#### Semifinale A

##### Girone di andata
| Arbitro: | Milano I (Vercelli) |

|                                                   |           |               |
| Milano III 53’ Rampini III 63’, 75’ Ardissone 68’ | Marcatori | 81’ Beghin II |

| Arbitro: | Resegotti (Milano) |

|                |           |                |
| Baloncieri 53’ | Marcatori | 60’ Rampini IV |

| Arbitro: | Mauro (Milano) |

|            |           |                            |
| Varese 20’ | Marcatori | 73’ Rosetta 85’ Rampini II |

| Arbitro: | Barnabò (Milano) |

|                                          |           |                |
| Pirovano 62’ (rig.) Malaspina 74’ (rig.) | Marcatori | 19’ Rampini II |

| Arbitro: | Malvano (Torino) |

|               |           |                |
| Rampini IV 3’ | Marcatori | 70’ Santamaria |

##### Girone di ritorno
| Arbitro: | Bertazzoni (Modena) |

|               |           |                               |
| Beghin II 28’ | Marcatori | 43’ Rampini II 74’ Rampini IV |

| Arbitro: | Grossi (Milano) |

|                            |           |                |
| Milano III 25’ Borello 44’ | Marcatori | 60’ Vignati II |

| Arbitro: | Mauro (Milano) |

|                          |           |            |
| Dellacasa 10’ Brezzi 90’ | Marcatori | 3’ Rosetta |

| Arbitro: | Gama (Milano) |

|                      |           |  |
| Milano III ?’ (rig.) | Marcatori |  |

| Arbitro: | Milano I (Vercelli) |

|                                       |           |            |
| Milano III 39’, 68’ Gay 49’, 60’, 77’ | Marcatori | 44’ Varese |